# Lépanges-sur-Vologne
Lépanges-sur-Vologne è un comune francese di 945 abitanti situato nel dipartimento dei Vosgi nella regione del Grand Est.

## Società

### Evoluzione demografica
Abitanti censiti